# Nanxun (socken i Kina)
Nanxun (kinesiska: 南薰乡, 南薰) är en socken i Kina. Den ligger i provinsen Sichuan, i den sydvästra delen av landet, omkring 150 kilometer sydost om provinshuvudstaden Chengdu. Antalet invånare är 18 275. Befolkningen består av 8 970 kvinnor och 9 305 män. Barn under 15 år utgör 22,0 %, vuxna 15-64 år 63 %, och äldre över 65 år 14,0 %.
Genomsnittlig årsnederbörd är 1 420 millimeter. Den regnigaste månaden är september, med i genomsnitt 265 mm nederbörd, och den torraste är december, med 14 mm nederbörd.